# Drepanophora torquata
Drepanophora torquata är en mossdjursart som beskrevs av Winston och Hakansson 1986. Drepanophora torquata ingår i släktet Drepanophora och familjen Lepraliellidae. Inga underarter finns listade i Catalogue of Life.